# Ericus Laurentii Kinnander
Ericus Laurentii Kinnander, född 28 maj 1702 i Tidersrums församling, död 16 juni 1786 i Lommaryds församling, han var en svensk kyrkoherde i Lommaryds församling.

## Biografi
Ericus Laurentii Kinnander föddes 28 maj 1702 på Björntorp i Tidersrums församling. Han var son till bonden Lars Amundsson. Kinnander blev 1727 student vid Uppsala universitet och tog magisterexamen där 1737. Han prästvigdes 1739 och blev samma år rektor vid Eksjö trivialskola. Kinnander blev 1749 kyrkoherde i Lommaryds församling, Lommaryds pastorat. Han blev 1763 prost och 1768 kontraktsprost i Norra Vedbo kontrakt. Kinnander avled 16 juni 1786 i Lommaryds församling.
1745 orerade han vid prästmötet och 1751 opponerade han vid prästmötet.

### Familj
Kinnander gifte sig 1740 med Catharina Margareta Philander. Hon var dotter till en kronobefallningsman. De fick tillsammans barnen: kyrkoherde Lars Magnus Kinnander, kyrkoherde Paul Kinnander, Rebecka Maria Kinnander, Eva Christina Kinnander, Sara Helena Kinnander och Margareta Apollonia Kinnander.